# ジェイ・リーサル
ジェイ・リーサル（英語: Jay Lethal、1985年4月29日 - ）は、アメリカ合衆国の男性プロレスラー。
ニュージャージー州エリザベス出身。本名、ジャマー・シップマン（英語: Jamar "Jay" Shipman）。AEW所属。

## 来歴
マイキー・ウィップレック、ダン・マフの下でトレーニングを積み、2001年12月7日、16歳でプロレスデビューを果たす。
2002年9月13日、JAPWが主催するNever Forgetに出場し、JAPW TV王座を保持するゴースト・シャドウに挑戦。自身と同じく挑戦者として出場しているレインを交えた3WAYマッチ形式で激突し、勝利。自身初となるタイトル獲得となった。12月28日、ROHに初参戦。同団体が主催するFinal Battleのダーク・マッチに出場し、ホミサイドと対戦したが、敗戦した。
2003年1月11日、ROHが主催するRevenge On The Prophecyにて、リングネームを「ハイドロ（Hydro）」と改めて「Special K」のメンバーとして活動を開始する。その後、サモア・ジョーの一派に加わり、2005年3月5日、Trios Tournamentにて、ROHピュア王座を保持するジョン・ウォルターズと対戦。この試合に勝利を収め、20歳という若さで第4代王者に輝いた。また、3月15日にはZERO-ONE MAXに参戦。CWアンダーソンとのタッグで、日高郁人&藤田ミノル組と対戦したが、敗戦した。
2006年1月、TNAと契約を交わし、リングネームも「ジェイ・リーサル（Jay Lethal）」と再改名した。2月12日、TNAのPPV、Against All Oddsの4WAYマッチに出場し、マット・ベントレー、アレックス・シェリー、ピーティー・ウィリアムズと対戦。ウィリアムズからピンフォール勝ちを収めた。2007年に入ると、ランディ・サベージを彷彿とさせるギミックを演じるようになる。6月17日、Slammiversaryにて、TNA Xディヴィジョン王座を保持するクリス・セイビンと対戦し、勝利。第28代王者に戴冠したが、19日に行われた初防衛戦で、前王者のセイビン、サモア・ジョーを交えた3WAY形式のタイトルマッチに敗戦。僅か2日で王座から陥落した。9月9日、No Surrenderにて、カート・アングルが保持するXディヴィジョン王座に挑戦。勝利を収め、第31代王者に戴冠し、以降リーサルはXディヴィジョン戦線の中心レスラーとなり、同王座に6度の戴冠記録を樹立した。
2008年8月、コンシクエンス・クリードとのタッグチーム「リーサル・コンシクエンス（Lethal Consequences）」を結成。12月16日、TNA世界タッグチーム王座を保持するビアマネー・インク（ジェームズ・ストーム&ロバート・ルード組）に挑戦し、勝利。第10代王者組に輝くなどの活躍を見せていたが、クリードが2010年3月29日付でTNAから解雇されたため、タッグチームは解散となった。
2011年5月、ROHに復帰することを発表。6月26日、Best In The Worldにて、マイク・ベネットとシングルマッチで対戦し、ROH復帰戦を勝利で飾ると、8月8日には同団体と契約を締結した。8月13日、エル・ジェネリコが保持するROH世界TV王座に挑戦。これに勝利を収め、同王座の第4代王者に輝いた。以降、6度の防衛に成功し続けていたが、2012年3月31日、ロデリック・ストロングを挑戦者に迎えた7度目の防衛戦でピンフォール負けを喫し、王座から陥落した。
2014年4月4日、Supercard Of Honor VIIIにて、トマーゾ・チャンパが保持するROH世界TV王座に挑戦。試合終盤にトゥルース・マルティニがリングに乱入し、チャンパに対してニーブレスで攻撃。このアシストを経て、最後はリーサル・インジェクションを決めてピンフォール勝ちを収め、第9代王者に戴冠。リーサルは試合後のマイクパフォーマンスでマルティニ率いるヒール・ユニット「ハウス・オブ・トゥルース（The House of Truth）」の一員になることを発表した。
2015年6月19日、BEST IN THE WORLD 2015にて、ジェイ・ブリスコが保持するROH世界王座と自身が保持するTV王座を賭けたダブルタイトルマッチに出場。最後は掟破りのジェイ・ドリラーからリーサル・インジェクションを決めてブリスコからピンフォール勝ちを収め、ROH世界TV王座防衛および第22代ROH世界王者に輝いた。8月22日、Field Of Honorにて、新日本プロレス所属の中邑真輔とタッグを組み、reDRagon（カイル・オライリー&ボビー・フィッシュ組）と対戦。試合は終始リーサルが中邑に対抗心を燃やす展開が続き、タッグチームとしては機能していなかったものの最後はリーサル・インジェクションでフィッシュからピンフォール勝ちを収めた。10月23日、ロデリック・ストロングに敗戦し、567日間保持し続けていたROH世界TV王座から陥落した。
2016年1月4日、新日本プロレスが主催するレッスルキングダム10にて、ROH世界王者としてマルティニと共に初登場を果たす。同興行でマイケル・エルガンを相手に防衛戦を行い、勝利した。
2月19日、ROHと新日本の合同興行HONOR RISING：JAPAN 2016後楽園ホール大会にて、ロス・インゴベルナブレス・デ・ハポン（以下L・I・J）の内藤哲也とタッグを組み、CHAOS（オカダ・カズチカ&YOSHI-HASHI組）と対戦。試合は内藤がのらりくらりとした立ち振る舞いでギクシャクした展開が続いたが、試合終盤にセコンドのマルティニ、EVILの乱入で優位に立つと、最後はYOSHI-HASHIにリーサル・インジェクションを決めてピンフォール勝ちを収めた。翌20日、ROH世界王座を賭けたタイトルマッチで本間朋晃と対戦。終盤、本間を突き飛ばしレフェリーと衝突させてダウンすると、L・I・Jのメンバーが乱入し、本間を襲撃。最後は内藤の急所蹴りのアシストからリーサル・インジェクションを決めてピンフォール勝ちを収め、王座防衛に成功。試合後、内藤がマイクを握り、リーサルを自身の「アミーゴ（スペイン語で友達の意）」と紹介し、マルティニと共にL・I・Jとの共闘をアピールした。8月20日、ROHのDeath Before Dishonor XIVラスベガス大会でEVIL&内藤&リーサルvs高橋裕二郎&ハングマン・ページ&アダム・コールの試合をEVILと内藤が途中でタッチを拒否するなど試合を放棄、その後リングを去った。
11月5日、POWER STRUGGLEにて、負傷欠場となったエルガンの代理挑戦者として、内藤の保持するIWGPインターコンチネンタル王座に挑戦。最後は内藤からピンフォール負けを喫してしまい、王座奪取とはならなかった。

## 得意技

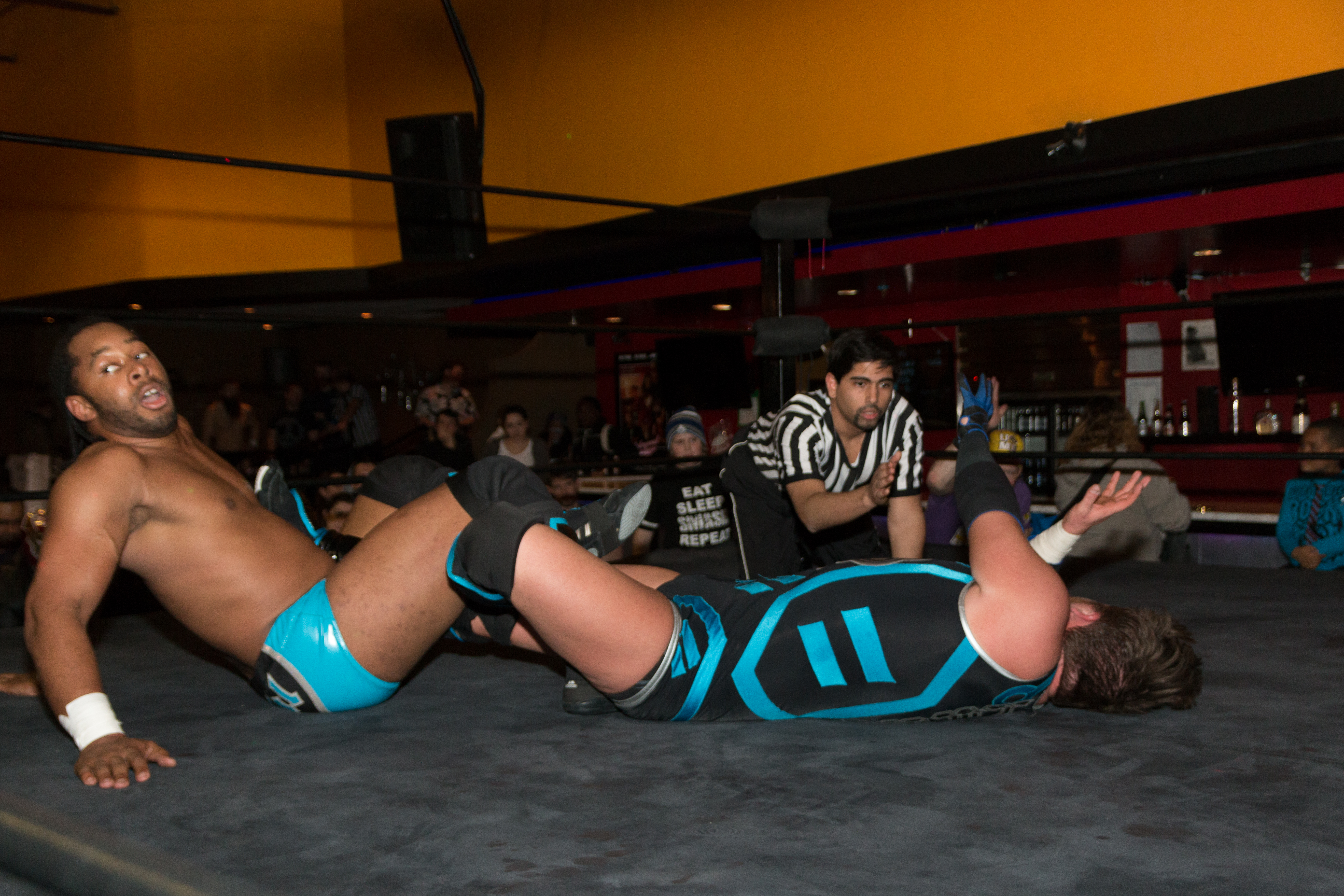
フィギュア・フォー・レッグロック

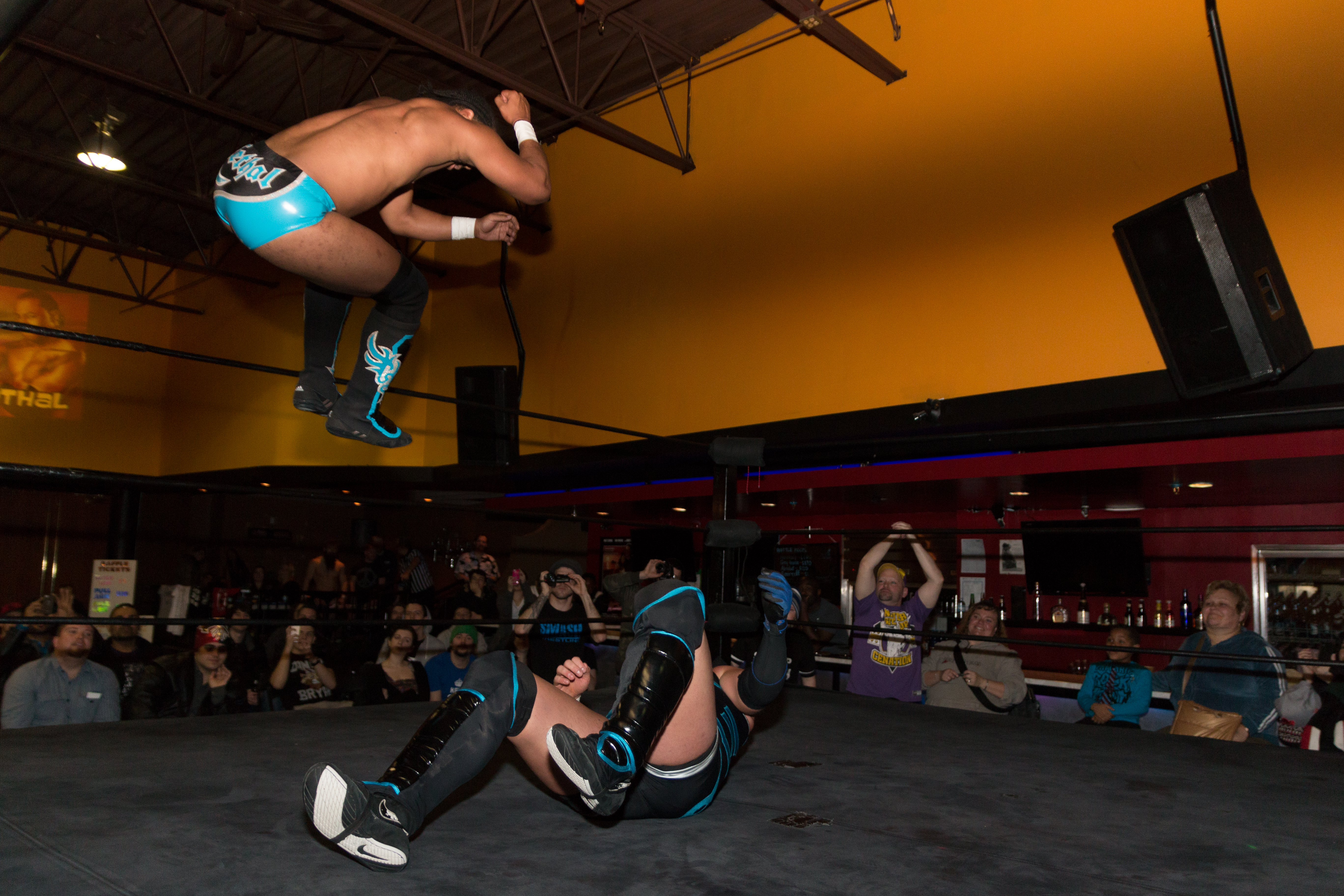
ダイビング・エルボー・ドロップ

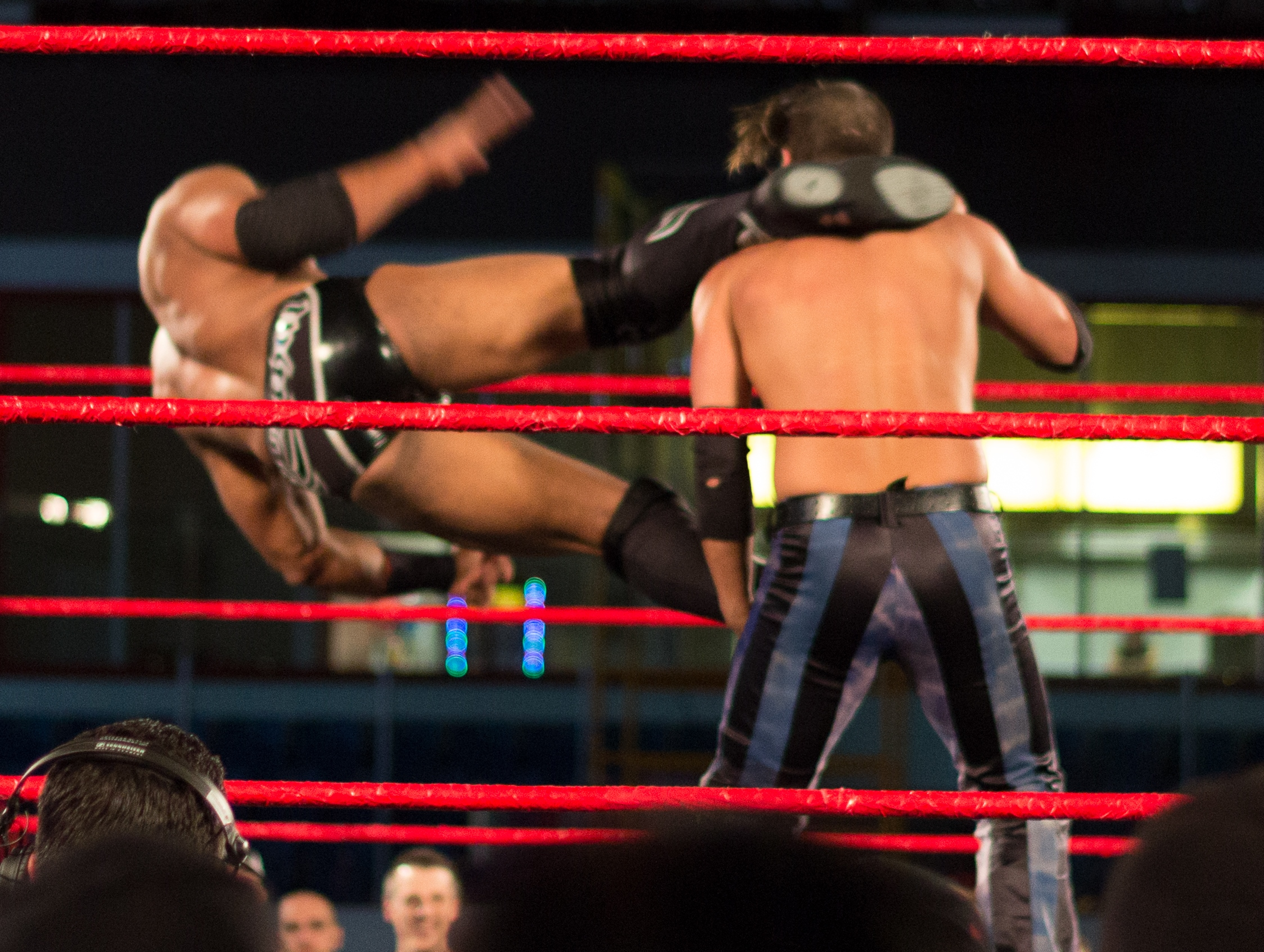
延髄蹴り

### フィニッシュ・ホールド
リーサル・インジェクション（現行型）
現在のフィニッシャー。ハンドスプリング式ダイヤモンドカッター。
「リーサル・インジェクション!!」と見得を切った後、ロープへと走り込みロープ際で倒立し、その反動を利用して相手の首に飛びつきながら相手の顔面をマットに叩きつける。
リーサル・インジェクション（旧型）
バックドロップの体勢で相手を抱え込み、宙に浮きあがった相手の体から手を離して即座に首を捕らえながらネックブリーカーを決める。
現行型が披露されて以降、この型を見ることはなくなった。
リーサル・コンビネーション
向かい合った相手を河津掛けの体勢で組みつき、後ろに倒れる相手の背中ないし腰を自らの膝に打ち付けた後、自身が後方に倒れ込み相手の顔面を打ち付ける。
バックブリーカー→フラット・ライナーを決める一連のコンボ技。

### 打撃技
エルボー
エルボー・スタンプ
バックエルボー
バック・ハンド・チョップ
クローズライン
ナックルパンチ
ドロップキック
延髄蹴り

### 投げ技
スープレックス
スーパープレックス
ジャーマンスープレックス
ドラゴン・スープレックス
投げっ放し式を使用する。
DDT
スプリングボード式DDT。
ハイドロのリングネームを名乗ってた頃のフィニッシャーで、当時は「ハイドロプレイン」の名称で使用されていた。現在はあまり使用しない。

### 関節技
ボストンクラブ
ハーフボストンクラブ
フィギュア・フォー・レッグロック

### 飛び技
ダイビング・ダイナマイト
リーサルが使用するダイビング・ヘッドバットの名称。
ヘイル・トゥ・ザ・キング
リーサルが使用するダイビング・エルボー・ドロップの名称。

### フォール技
バックスライド
スモール・パッケージホールド
ジャックナイフ・ホールド
ローリング・クラッチ・ホールド

## タイトル歴
ROH
- ROH世界王座（第22、29代）
- ROH世界TV王座（第4、9代）
- ROHピュア王座（第4代）

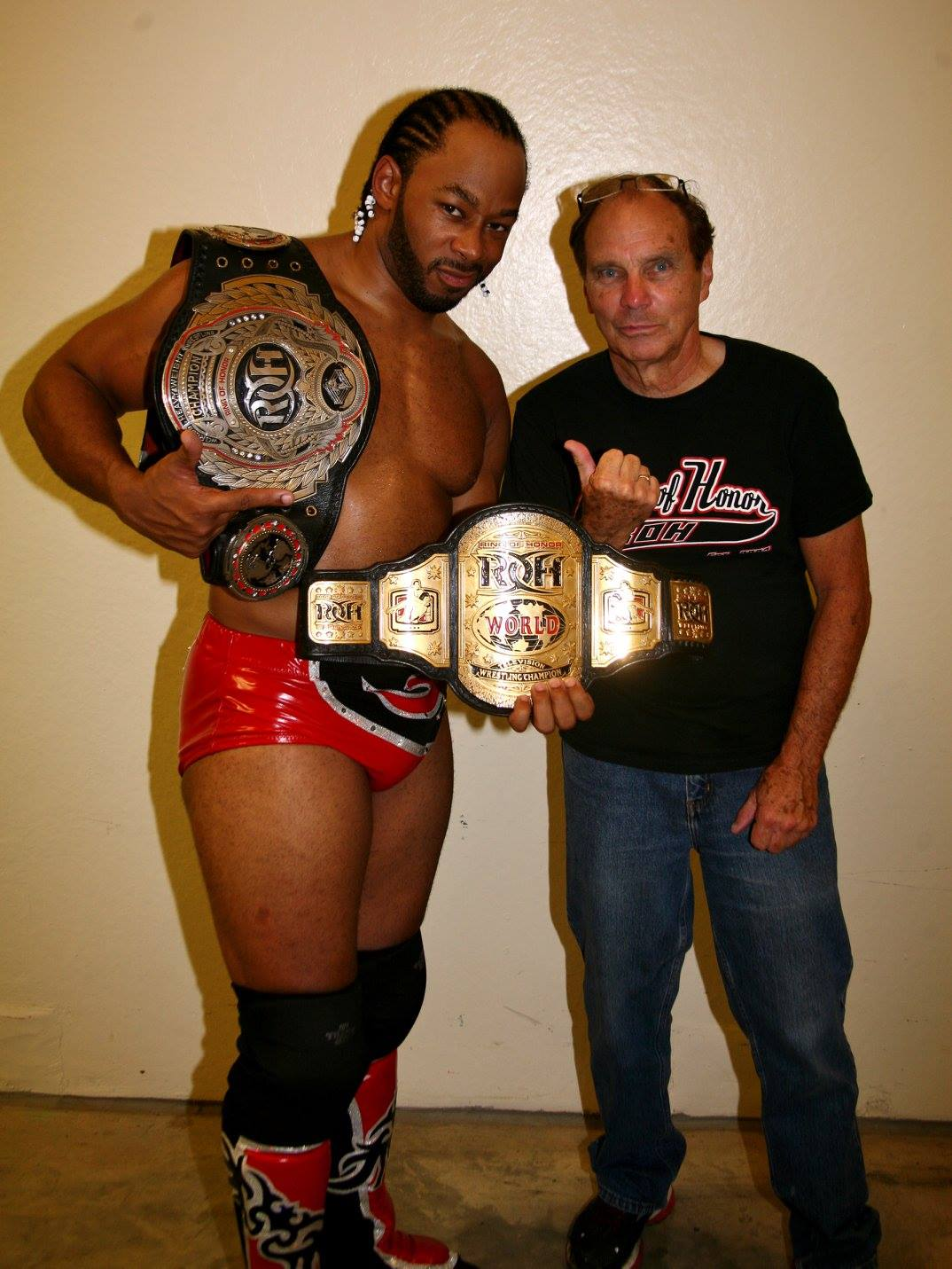
ROH世界王座&ROH世界TV王座二冠王座時代

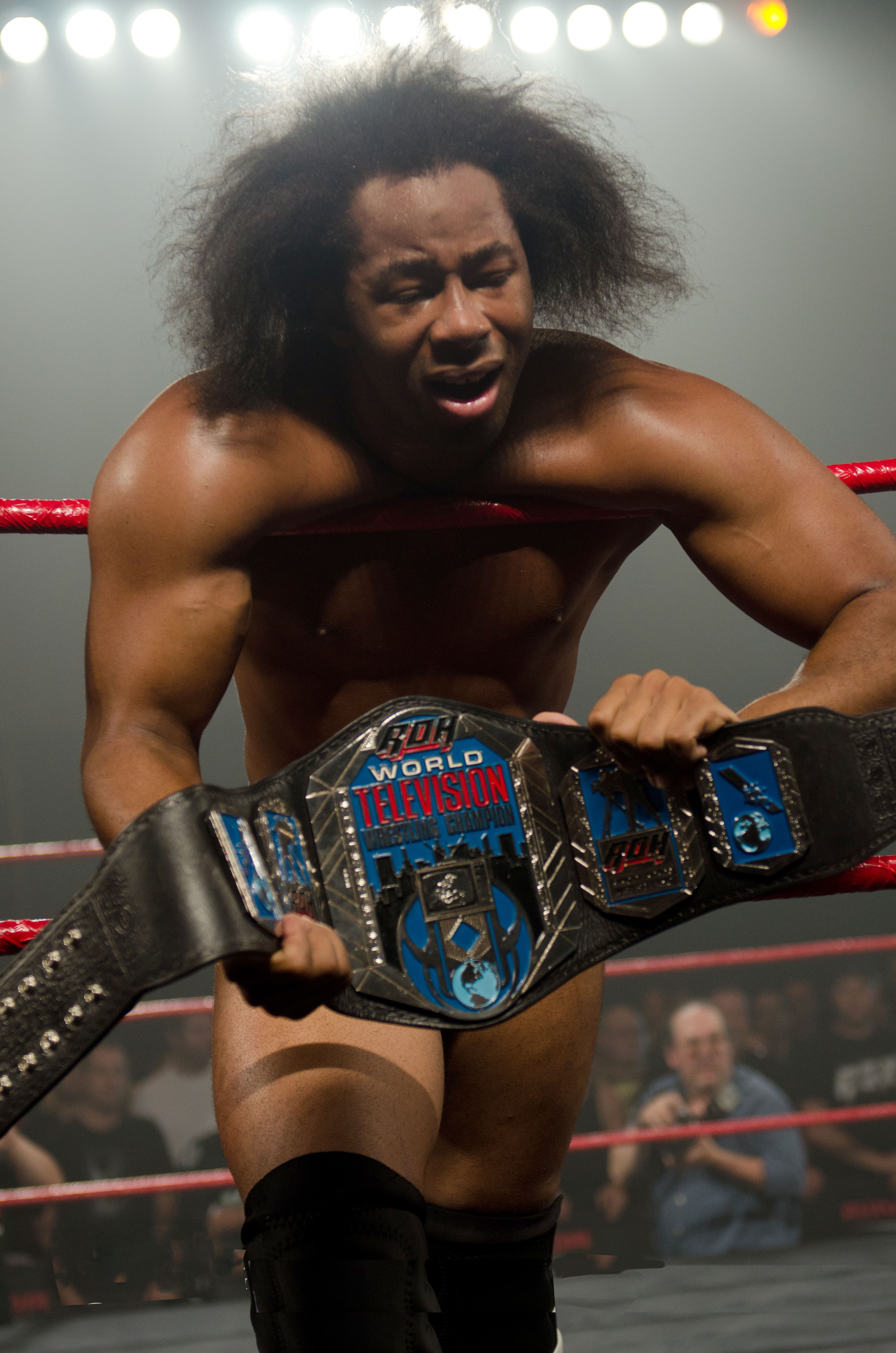
ROH世界TV王座

- ROH世界タッグ王座（w / ジョナサン・グレシャム）
- サバイバル・オブ・ザ・フィッテスト優勝（2012年）

JAPW
- JAPWヘビー級王座（第24、31代）
- JAPW TV王座（第3代）
- JAPWライトヘビー級王座（第15代）
- JAPWタッグ王座（第32代, w / アズリアル）

TNA
- TNA Xディヴィジョン王座（第28、31、33、45、47、49代）
- TNA世界タッグチーム王座（第10代, w / コンシクエンス・クリード）
- ワールドXカップ優勝（2006年, w / クリス・セイビン&サンジェイ・ダット&アレックス・シェリー）

その他、アメリカのインディー団体を中心に多数のタイトルを獲得。

## 入場テーマ曲
- Lethal lnjection / Jay Lethal 2nd AEW  Entrance Theme - 現在使用中
- Stomp & Cirumstance / Jay Lethal 1st AEW Entrance Theme
- My World & Cirumstance / （Jay Lethal & Jeff Jarrett）Dale Oliver &  AEW
- Scorched Ops / Scott Reinward
- A Lethal Dose / Blue Smock Nancy